# Центр исследований и разработок в области информационных технологий и телекоммуникаций (Албания)
Центр исследований и разработок в области информационных технологий и телекоммуникаций (алб. Qendra për Kërkim dhe Zhvillim në Teknologjitë e Informacionit dhe Komunikimit, раннее известен как ИНИМА или Институт информатики и прикладной математики) — научно-исследовательский институт технологий в Тиране, с 2007 года аффилированный с Тиранским политехническим университетом. Он был основан в 1986 году на базе Центра вычислительной математики. Последний был основан в 1971 году, завися от Тиранского университета, а в 1973 году, когда была основана Академия наук Албании, стал одним из научных учреждений, входящих в состав Академии.
Имея в своем составе некоторых из самых выдающихся экспертов в области информатики и прикладной математики, ИНИМА сыграл ведущую роль во всех разработках в области информатики в Албании, во внедрении современных методов и технологий в различные области албанской действительности, такие как: экономика, инженерия, геология и горное дело, медицина и здравоохранение, сельское хозяйство, животноводство и т. д.; в подготовке новых специалистов, а также в предоставлении различных научных услуг, установке и обслуживании компьютерных систем и т.д.
В 2007 году решением Совета министров (№ 146 от 28 марта 2007 года) ИНИМА был расформирован и реструктурирован в составе Политехнического университета Тираны. ИНИМА был переименован в «Центр исследований и разработок в области информационных технологий и телекоммуникаций» (после решения Совета министров № 824 от 05.12.2007).